# Beinn a’ Ghlò
Der Beinn a’ Ghlò ist ein 1121 Meter hohes Bergmassiv in Schottland. Sein gälischer Name kann in etwa mit Berg des Nebels übersetzt werden. Drei seiner Gipfel sind als Munro und Marilyn eingestuft. 
Das komplexe Bergmassiv des Beinn a’ Ghlò liegt in der Council Area Perth and Kinross in den Grampian Mountains nördlich von Pitlochry und nordöstlich von Blair Atholl im Cairngorms National Park. Aufgrund seines Naturreichtums ist es als Site of Special Scientific Interest (SSSI) und Special Area of Conservation (SAC) ausgewiesen. Es wird westlich vom Glen Tilt, einem Seitental des Glen Garry, nordöstlich vom Glen Loch und südlich  vom Glen Girnaig begrenzt. Die drei als Munros eingestuften Gipfel des Beinn a’ Ghlò sind der 1121 Meter hohe Càrn nan Gabhar (der gälische Name bedeutet in etwa Spitze der Ziegen), der 1070 Meter hohe Bràigh Coire Chruinn-bhalgain (Hochland des Kars der runden Felsbrocken) und der 976 Meter hohe Càrn Liath (Grauer Berg oder Graue Spitze). Daneben besitzt das Bergmassiv weitere Gipfel, von denen der Airgiod Bheinn (Silberner Berg) trotz seiner Höhe von 1061 Meter aufgrund fehlender Eigenständigkeit lediglich als Munro-Top eingestuft ist.

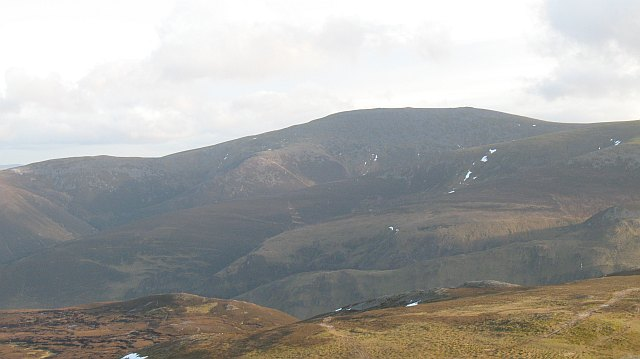
Der Càrn nan Gabhar, der höchste Gipfel des Beinn a’ Ghlò

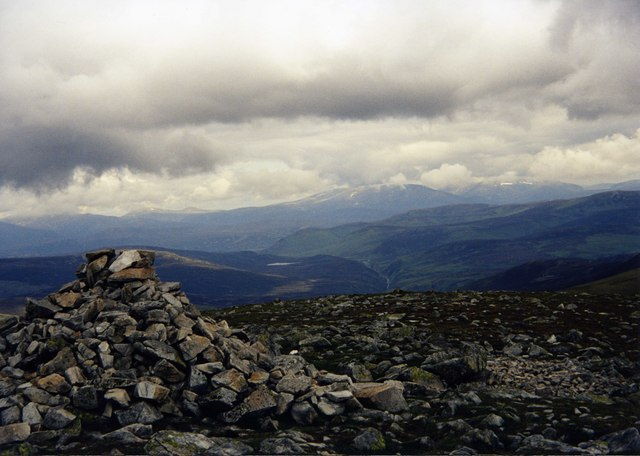
Der Gipfelcairn des Bràigh Coire Chruinn-bhalgain, der zweithöchste Punkt des Beinn a’ Ghlò

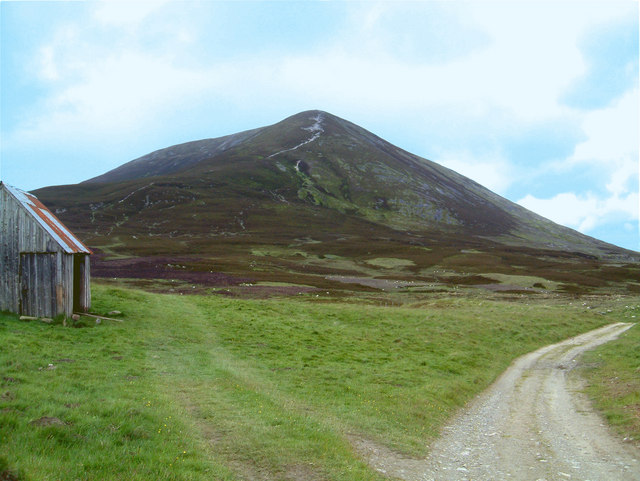
Der Càrn Liath, der niedrigste Munro des Beinn a’ Ghlò, von Südwesten gesehen

Im Wesentlichen besteht das Massiv des Beinn a’ Ghlò aus zwei ungefähr von Südwest nach Nordost leicht versetzt parallel laufenden Graten, die diverse Seitenarme, Gipfel und Kare aufweisen. Der östliche Grat verläuft von seinem südwestlichen Ende, dem Airgiod Bheinn, relativ geradlinig über den Gipfel des Càrn nan Gabhar nach Nordosten. Vom höchsten Punkt aus verläuft ein kürzerer Grat nach Norden oberhalb des Coire a’ Chaisteil, der längere Nordostgrat endet oberhalb des Coire Mearach und des Westufers von Loch Loch. Dagegen ist der westlich davon liegende Grat deutlich komplexer und schlängelt sich in mehrfachen Windungen vom südwestlich liegenden Càrn Liath über den Bràigh Coire Chruinn-bhalgain bis zum auf knapp 850 Meter Höhe liegenden Bealach an Fhiodha. Beide Grate sind über diesen hochliegenden Bealach miteinander verbunden. Nördlich des Bealachs trennt das tief eingeschnittene Glas Leathad die beiden Grate. Vom Bràigh Coire Chruinn-bhalgain, dem höchsten Gipfel des westlichen Teils des Beinn a’ Ghlò, verlaufen mehrere Grate nach Nordwesten und Norden, die oberhalb des Glen Tilt in Vorgipfeln enden. Geprägt ist das weitgehend aus hellem Granit bestehende Massiv in seinen tieferen Lagen von weiten trockenen und steilen Heideflächen, mit zunehmender Höhe sind die Flanken der beiden Gipfelgrate durchsetzt von felsigen Partien und Schrofen. Die Gipfelbereiche des Massivs weisen überwiegend steile, steinige Hänge mit Felsblöcken auf.  
Üblicher Ausgangspunkt für eine Besteigung des Beinn a’ Ghlò und seiner drei Munros ist ein Parkplatz beim Loch Moraig am Ende einer schmalen Single track road nordöstlich von Blair Atholl. Von dort führt ein Weg in Richtung Nordosten über die Westflanke des Càrn Liath zu dessen Gipfel. Der Weiterweg folgt dem gewundenen Gipfelgrat über den Vorgipfel Beinn Mhaol und einen bis auf etwa 760 Meter abfallenden Einschnitt bis zum Bràigh Coire Chruinn-bhalgain. Von dort führt der Zustieg zum Càrn nan Gabhar  als dem höchsten Gipfel über den Bealach an Fhiodha und die Westflanke des Gipfelgrats. Alternativ kann auch der direkte Aufstieg zum Bealach an Fhiodha oder der Südgrat des Airgiod Bheinn genutzt werden. Die meisten Munro-Bagger besteigen die drei Gipfel im Rahmen einer Rundtour. Weitere Zustiegsmöglichkeiten bestehen aus dem westlich liegenden Glen Tilt oder von Südosten durch das Gleann Fearnach und Glen Loch. Sie erfordern jedoch deutlich längere Anmärsche und ein Biwak.